# بيركهولدرية فطرية
بيركهولدرية فطرية (الاسم العلمي: Burkholderia fungorum) هي نوع من البكتيريا، سلبية الغرام، تتبع جنس البيركهولدرية.